# Heliothrips haemorrhoidalis
Heliothrips haemorrhoidalis är en insektsart som först beskrevs av Bouché 1833.  Heliothrips haemorrhoidalis ingår i släktet Heliothrips och familjen smaltripsar. Arten är reproducerande i Sverige. Inga underarter finns listade i Catalogue of Life.